# Boarmia virguncula
Boarmia virguncula là một loài bướm đêm trong họ Geometridae.